# Burgstall Unterampfrach
Der Burgstall Unterampfrach ist eine abgegangene mittelalterliche Wasserburg 230 Meter nordwestlich der Kirche Unterampfrach, einem heutigen Ortsteil der Gemeinde Schnelldorf im mittelfränkischen Landkreis Ansbach in Bayern.

## Geschichte
Der Ort Unterampfrach erscheint erstmals 1299 im Besitz des Reichsministerialengeschlechts der Herren von Weiltingen. Im Erbgang ging er darauf an die Herren von Seinsheim. Von ihnen kauft Hermann Prell aus dem Dinkelsbühler Patriziat 1387 den Ort samt der Burg ab. Unter seinen Erben wird die Burg samt Burggräben gedrittelt. In der Folge sind die Burg und die anderen Güter zwischen den miteinander verwandten Familien Haug und Wertzer aus dem Dinkelsbühler Patriziat aufgeteilt. 1470 wird ein Teil davon an Friedrich von Seckendorff-Rinhofen veräußert, dabei wird aber nur noch ein Burgstall erwähnt. Die Burg war also in der Zwischenzeit abgegangen und wurde auch nicht mehr wieder aufgebaut. Stattdessen wurden 1515 zwei Burgställe in dem Besitzkomplex erwähnt, ohne dass diese in ihrer Lage und Entstehung genauer spezifiziert werden können. 1526 begann Carl von Heßberg mit dem Bau eines neuen Herrensitzes, hat diesen aber offenbar nicht vollendet.

## Beschreibung
Am Ende des 16. Jhs. wird ein von zwei Wassergräben umgebener Burgstall ohne Bebauung erwähnt. Zudem wird ein Bauhof mit Vogtswohnung aufgelistet, der von einem Wassergraben umschlossen war.
Heute sind die Haupt- und die westlich vorgelagerte Vorburg als ca. 1 m hohe Erhebung im Gelände erkennbar. Die Hauptburg besitzt die Gestalt eines Rechtecks von ca. 60 m Breite, das von einem ca. 1 m tiefen Wassergraben umgeben ist, der im Norden und Osten noch ca. 10–12 m breit ist. Vorgelagert ist ein ca. 6 m breiter Außenwall. Die Erdbrücke im Süden ist modern. Die trapezförmige Vorburg war ebenfalls von einem Wassergraben umgeben. Mittelalterliche Baustrukturen sind heute nicht mehr erkennbar.